# Tomáš Hyka
Tomáš Hyka (* 23. březen 1993 Mladá Boleslav) je český hokejový útočník, který působí v HC Sparta Praha.

## Hráčská kariéra
Hyka začal s hokejem v rodné Mladé Boleslavi a v místním klubu prošel mládeží až k debutu v extralize. Poté odešel do kanadské juniorky a dva ročníky strávil v Gatineau Olympiques. Po návratu do Evropy strávil sezonu v švédském Färjestadu a v roce 2014 se vrátil do Boleslavi, kde se rychle vypracoval v jednu z opor. To mu vyneslo účast na MS a také smlouvu v NHL s organizací Vegas Golden Knights. V jejich dresu debutoval v NHL, ovšem většinu sezony velmi úspěšně působil ve farmářském Chicagu Wolves a po sezoně s Golden Knights prodloužil o rok smlouvu. Druhý rok v Americe proběhl podobně jako první a Hyka v létě 2019 odešel do Traktoru Čeljabinsk v KHL. Zde se rychle zařadil mezi opory, vytvořil produktivní dvojici s krajanem Lukášem Sedlákem a po roce v klubu se s Traktorem domluvil na nové smlouvě. Po vojenském útoku Ruska na Ukrajinu dohrál Hyka sezonu v KHL a po ní rozvázal v Čeljabinsku smlouvu. Následně podepsal smlouvu s Pardubicemi, kde bude pokračovat jeho spolupráce se Sedlákem, který do Dynama zamířil také.

## Ocenění a úspěchy
- 2012 CHL - Top Prospects Game
- 2014 AHL - All-Star Game
- 2019 AHL - Nejlepší nahrávač v playoff

## Prvenství
- Debut v NHL - 19. února 2018 (Vegas Golden Knights proti Anaheim Ducks)
- První gól v NHL - 23. února 2018 (Vegas Golden Knights proti Vancouver Canucks, brankáři Anders Nilsson)
- První asistence v NHL - 4. března 2018 (New Jersey Devils proti Vegas Golden Knights)

## Klubová statistika
| Sezóna       | Klub                 | Soutěž       |     | Základní část | Základní část | Základní část | Základní část | Základní část |   | Play off | Play off | Play off | Play off | Play off |
| Sezóna       | Klub                 | Soutěž       | Z   | G             | A             | B             | TM            | Z             | G | A        | B        | TM       |          |          |
| 2007–08      | BK Mladá Boleslav    | ČHL-18       | 20  | 0             | 2             | 2             | 2             | 1             | 0 | 0        | 0        | 0        |          |          |
| 2008–09      | BK Mladá Boleslav    | ČHL-18       | 42  | 28            | 21            | 49            | 18            | 2             | 1 | 0        | 1        | 2        |          |          |
| 2009–10      | BK Mladá Boleslav    | ČHL-18       | 46  | 34            | 24            | 58            | 46            | 2             | 1 | 1        | 2        | 2        |          |          |
| 2009–10      | BK Mladá Boleslav    | ČHL-20       | 2   | 0             | 1             | 1             | 0             | —             | — | —        | —        | —        |          |          |
| 2010–11      | BK Mladá Boleslav    | ČHL-18       | 8   | 3             | 9             | 12            | 6             | —             | — | —        | —        | —        |          |          |
| 2010–11      | BK Mladá Boleslav    | ČHL-20       | 38  | 14            | 17            | 31            | 10            | —             | — | —        | —        | —        |          |          |
| 2010–11      | BK Mladá Boleslav    | ČHL          | 13  | 1             | 0             | 1             | 6             | —             | — | —        | —        | —        |          |          |
| 2011–12      | Gatineau Olympiques  | QMJHL        | 50  | 20            | 44            | 64            | 30            | 4             | 1 | 1        | 2        | 0        |          |          |
| 2012–13      | Gatineau Olympiques  | QMJHL        | 49  | 20            | 34            | 54            | 24            | 10            | 2 | 2        | 4        | 8        |          |          |
| 2013–14      | Färjestad BK         | J20          | 1   | 0             | 2             | 2             | 0             | —             | — | —        | —        | —        |          |          |
| 2013–14      | Färjestad BK         | SHL          | 40  | 4             | 5             | 9             | 6             | —             | — | —        | —        | —        |          |          |
| 2013–14      | VIK Västerås HK      | Allsv        | 3   | 1             | 0             | 1             | 2             | 10            | 2 | 1        | 3        | 4        |          |          |
| 2014–15      | BK Mladá Boleslav    | ČHL          | 22  | 7             | 3             | 10            | 10            | 9             | 2 | 1        | 3        | 4        |          |          |
| 2015–16      | BK Mladá Boleslav    | ČHL          | 47  | 12            | 18            | 30            | 22            | 10            | 3 | 1        | 4        | 2        |          |          |
| 2016–17      | BK Mladá Boleslav    | ČHL          | 48  | 17            | 21            | 38            | 18            | 5             | 4 | 1        | 5        | 6        |          |          |
| 2017–18      | Chicago Wolves       | AHL          | 50  | 15            | 33            | 48            | 8             | 3             | 0 | 1        | 1        | 2        |          |          |
| 2017–18      | Vegas Golden Knights | NHL          | 10  | 1             | 2             | 3             | 0             | —             | — | —        | —        | —        |          |          |
| 2018–19      | Chicago Wolves       | AHL          | 43  | 16            | 24            | 40            | 10            | 22            | 3 | 12       | 15       | 6        |          |          |
| 2018–19      | Vegas Golden Knights | NHL          | 17  | 1             | 3             | 4             | 2             | —             | — | —        | —        | —        |          |          |
| 2019–20      | Traktor Čeljabinsk   | KHL          | 49  | 17            | 17            | 34            | 28            | —             | — | —        | —        | —        |          |          |
| 2020–21      | Traktor Čeljabinsk   | KHL          | 59  | 14            | 35            | 49            | 14            | 5             | 0 | 3        | 3        | 4        |          |          |
| 2021–22      | Traktor Čeljabinsk   | KHL          | 37  | 11            | 24            | 35            | 14            | 15            | 5 | 7        | 12       | 6        |          |          |
| 2022-23      | HC Dynamo Pardubice  | ČHL          | 31  | 4             | 20            | 24            | 6             | 11            | 2 | 4        | 6        | 2        |          |          |
| 2023-24      | HC Dynamo Pardubice  | ČHL          | 49  | 16            | 29            | 45            | 12            | 16            | 0 | 6        | 6        | 2        |          |          |
| 2024-25      | HC Sparta Praha      | ČHL          | 41  | 11            | 23            | 34            | 20            | 12            | 3 | 7        | 10       | 0        |          |          |
| Celkem v NHL | Celkem v NHL         | Celkem v NHL | 27  | 2             | 5             | 7             | 2             | —             | — | —        | —        | —        |          |          |
| Celkem v KHL | Celkem v KHL         | Celkem v KHL | 145 | 42            | 76            | 118           | 56            | 20            | 5 | 10       | 15       | 10       |          |          |

## Reprezentace
| Rok                       | Tým                       | Soutěž                    | Z  | G | A | B  | TM |
| ------------------------- | ------------------------- | ------------------------- | -- | - | - | -- | -- |
| 2010                      | Česko 18                  | MIH                       | 5  | 2 |   |    |    |
| 2011                      | Česko 18                  | MS-18                     | 6  | 1 | 1 | 2  | 0  |
| 2012                      | Česko 20                  | MSJ                       | 5  | 0 | 2 | 2  | 4  |
| 2013                      | Česko 20                  | MSJ                       | 6  | 3 | 2 | 5  | 2  |
| 2017                      | Česko                     | MS                        | 4  | 0 | 0 | 0  | 0  |
| 2018                      | Česko                     | MS                        | 8  | 3 | 3 | 6  | 2  |
| 2022                      | Česko                     | OH                        | 4  | 1 | 0 | 1  | 2  |
| Juniorská kariéra celkově | Juniorská kariéra celkově | Juniorská kariéra celkově | 22 | 5 | 5 | 10 | 8  |
| Seniorská kariéra celkově | Seniorská kariéra celkově | Seniorská kariéra celkově | 16 | 4 | 3 | 7  | 4  |